# Belgische Gouden Schoen 2021
De Belgische Gouden Schoen 2021 werd op 13 januari 2022 uitgereikt. Het was de 68e keer dat de voetbaltrofee voor de beste speler in de Belgische competitie wordt uitgedeeld. Paul Onuachu van KRC Genk won de prijs voor de eerste keer.
Tijdens het 68e Gouden Schoen gala in Antwerp Expo, won Onuachu met 333 punten, waarbij hij het Brugse duo Noa Lang (272 punten) en Charles De Ketelaere (271 punten) achter zich liet. Opmerkelijk genoeg won De Ketelaere eerder overtuigend de titel Belofte van het Jaar, waarbij hij zijn Brugse teamgenoot ver achter zich liet. Voor Racing Genk is dit de eerste Gouden Schoen in twintig jaar en de derde in de geschiedenis van de club. Wesley Sonck was in 2001 de laatste winnaar voor Genk, terwijl Branko Strupar de prijs in 1998 ontving.
De Gouden Schoen voor beste Belgische voetbalster ging naar Janice Cayman van Olympique Lyon
1954 · 
1955 · 
1956 · 
1957 · 
1958 · 
1959 · 
1960 · 
1961 · 
1962 · 
1963 · 
1964 · 
1965 · 
1966 · 
1967 · 
1968 · 
1969 · 
1970 · 
1971 · 
1972 · 
1973 · 
1974 · 
1975 · 
1976 · 
1977 · 
1978 · 
1979 · 
1980 · 
1981 · 
1982 · 
1983 · 
1984 · 
1985 · 
1986 · 
1987 · 
1988 · 
1989 · 
1990 · 
1991 · 
1992 · 
1993 · 
1994 · 
1995 · 
1996 · 
1997 · 
1998 · 
1999 · 
2000 · 
2001 · 
2002 · 
2003 · 
2004 · 
2005 · 
2006 · 
2007 · 
2008 · 
2009 · 
2010 · 
2011 · 
2012 · 
2013 · 
2014 · 
2015 · 
2016 · 
2017 ·
2018 ·
2019 ·
2020 ·
2022 ·
2023 ·
2024